# Ætiologi
Ætiologi (græsk aitia 'årsag' og -logi) er læren om sygdommenes årsager, grunde; men ordet benyttes også om den enkelte sygdoms oprindelse, for eksempel barselsfeberens ætiologi, de forhold, der medfører, at en sygdom opstår, og således forskellig fra patogenesen, der drejer sig om, hvorledes sygdommens årsagsmomenter fremkalder sygdommens forskellige symptomer og funktionsforstyrrelser.
I ætiologi plejer man at dele sygdommens årsager i de såkaldte hovedårsager og lejlighedsårsager; for eksempel lungetuberkulosen skyldes indtrængen af tuberkelbaciller, og uden dem kan sygdommen ikke forekomme; men tuberkelbacillen trænger ind hos mange mennesker, uden at dog tuberkulose opstår. De forhold, legemsbeskaffenhed, forkølelse, ernæringssvækkelse og deslige, der betinger tuberkelbacillernes trivsel, kaldes lejlighedsårsagerne. Ofte er det vanskeligt at sige, om en sygdomsbetingende faktor skal betragtes som hovedårsag eller ej, for eksempel særlige arvelige anlæg på et eller andet område.
Man må i ætiologi skelne, om en lidelse er opstået på grund af visse tilstedeværende foreliggende forhold (propter), eller den kun rent tidsmæssig er knyttet til disse foregående begivenheder (post): og denne adskillelse vises der ofte stor letsindighed i at overse.